# Janek Sternberg
Janek Sternberg (født 19. oktober 1992) er en professionel fodboldspiller fra Tyskland. Han spiller som venstre back for Ferencváros i Ungarn. Tidligere har han repræsenteret Hamburger SV og Werder Bremen i hjemlandet.